# Pavel Vondruška
Pavel Vondruška (České Budějovice, 15 de novembro de 1925 - Prague, 5 de fevereiro de 2011) foi um ator e maestro checo.
Estudou na Faculdade de Música da Academia de Artes Muzaj, em Praga, formando-se como maestro e paralelamente, trabalhou no teatro e no cinema.